# Os Caras de Pau (primeira temporada)
A primeira temporada da série de televisão brasileira de comédia de situação Os Caras de Pau foi emitida originalmente entre 4 de abril de 2010, com o episódio Ovos do Ofício, e 26 de dezembro do mesmo ano, com o episódio Um Natal sem Lembranças, através da Rede Globo de Televisão. Os antecedentes a esta temporada incluem dez especiais de fim de ano produzidos entre 2006 e 2010, além do quadro de esquetes "Os Seguranças", que deu origem aos personagens Pedrão e Jorginho, no Zorra Total.
A temporada foi lançada em DVD pela Globo Marcas em 16 de fevereiro de 2011.

## Produção

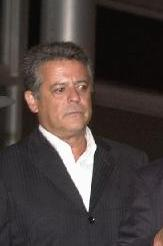
Marcos Paulo serviu como diretor de núcleo nessa temporada.

### Antecedentes e contexto
Os dez episódios especiais apresentados pela Rede Globo entre os anos de 2006 e 2010 marcaram o início de Os Caras de Pau. Após cinco episódios exibidos entre 2006 e 2007, a série deu uma pausa para os personagens Pedrão e Jorginho gravarem esquetes para o Zorra Total. Em 2009, a emissora encomendou mais cinco episódios, exibidos entre os anos de 2009 e 2010. Após ter registrado índices de audiência avaliados como "satisfatórios", a Globo renovou o programa para uma temporada inteira de 37 episódios, no tradicional horário de domingo à tarde.

### Elenco
Leandro Hassum e Marcius Melhem apareceram em todos os trinta e sete episódios desta temporada. Entre o elenco de apoio, estão incluídos os atores Cândido Damm, Paulo Carvalho, Marcello Caridade, Márcio Lima e Mayara Lepre, que interpretaram personagens secundários, além da participação especial de Josie Antello, Augusto Madeira, Milena Toscano e Maria Regina Caldas.

### Direção e roteiro
Todos os episódios desta temporada tiveram redação final de Melhem e Chico Soares, que posteriormente deixaria a equipe de redação da série. A direção geral é de Márcio Trigo e a direção de núcleo de Marcos Paulo. Como sendo responsável pelo elenco, Paulo declarou em uma entrevista ao portal R7.com que o programa mantém um elenco único e unido: "Trabalhamos como uma trupe, com os mesmos atores se revezando em diversos papéis".

## Episódios
| Nº | Nº | Título                                        | Transmissão original   | Direção      | Redação Final                 | Audiência |
| --- | -- | --------------------------------------------- | ---------------------- | ------------ | ----------------------------- | --------- |
| 6 | 1  | "Ovos do Ofício"                              | 4 de abril de 2010     | Márcio Trigo | Chico Soares & Marcius Melhem | 10        |
| Pedrão e Jorginho tentam encontrar formas de celebrar a Páscoa sem gastar muito dinheiro. Jorginho percebe que está atrasado para seu mais recente emprego: divulgar uma loja de doces vestido de coelho rosa. Tudo para ganhar um dinheiro extra. Na segunda esquete, a dupla é contratada por uma fábrica de chocolates, onde devem embalar bombons. Porém, os dois acabam sendo demitidos no mesmo dia. |    |                                               |                        |              |                               |           |
| 7 | 2  | "Na Busca pela Saúde"                         | 11 de abril de 2010    | Márcio Trigo | Chico Soares & Marcius Melhem | N/A       |
| Pedrão e Jorginho fazem uma aposta para descobrir qual dos dois tem mais saúde e, para isso, marcam uma consulta ao médico. Após a consulta, dupla se matricula em uma academia de ginástica. Na segunda esquete, inspirados por uma caminhada ao ar livre, a dupla decide aprender a praticar tai chi chuan. A professora, no entanto, aproveita a concentração deles para levar seus pertences. |    |                                               |                        |              |                               |           |
| 8 | 3  | "E Vai Rolar a Festa"                         | 18 de abril de 2010    | Márcio Trigo | Chico Soares & Marcius Melhem | 14        |
| A dupla de amigos foi convidada para uma festa de alto padrão. Com receio de que Jorginho se comporte mal, Pedrão contrata um "personal stylist" para ensiná-lo como se vestir e a se comportar. Na segunda esquete, os dois vão fazer compras em um supermercado prestes a realizarem uma festa em seu apartamento. |    |                                               |                        |              |                               |           |
| 9 | 4  | "Como Enfrentar o Medo?"                      | 25 de abril de 2010    | Márcio Trigo | Chico Soares & Marcius Melhem | N/A       |
| A dupla de amigos tenta superar seus diversos medos. Jorginho teme uma consulta ao dentista, mas fica tranquilizado ao receber uma anestesia. Porém, ao ir a um velório com Pedrão, Jorginho constrange o amigo ao rir durante todo o momento. Na segunda esquete, Pedrão intima Jorginho a pularem de asa delta para superar o medo de altura. |    |                                               |                        |              |                               |           |
| 10 | 5  | "Entre Obras e Reformas"                      | 2 de maio de 2010      | Márcio Trigo | Chico Soares & Marcius Melhem | N/A       |
| Pedrão e Jorginho são convidados pela vizinha a fazerem uma reforma em seu apartamento. Porém, a dupla fica aflita ao saber que o namorado da mulher estava prestes a chegar. Com receio de apanhar para o rapaz, Pedrão e Jorginho executam as tarefas delegadas por ele. Na segunda esquete, os amigos vão a uma exposição de obras de arte. Ao verem alguns quadros no chão (sem saber que faziam parte da arte), Pedrão e Jorginho se oferecem para pendurar os quadros na parede, e acabam perfurando uma tubulação de água. |    |                                               |                        |              |                               |           |
| 11 | 6  | "Dia das Mães"                                | 9 de maio de 2010      | Márcio Trigo | Chico Soares & Marcius Melhem | 12        |
| Pedrão e Jorginho vão a procura de Maria das Dores de Albuquerque, mãe de Jorginho. Ao chegarem a um endereço que estava em uma correspondência, os amigos ficam surpresos ao chegarem em uma penitenciária, e descobrirem que Maria na verdade chama-se Tijolada. Na segunda esquete, os amigos tentam agradar as mães das suas namoradas, levando-as para jantar em um restaurante. Convidada: Maria Regina como Maria das Dores/Tijolada; |    |                                               |                        |              |                               |           |
| 12 | 7  | "Tecnologia, Eu Quero uma Para Viver"         | 16 de maio de 2010     | Márcio Trigo | Chico Soares & Marcius Melhem | 12        |
| Pedrão e Jorginho vão a uma feira de invenções de alta tecnologia. Porém, ao "testarem" os equipamentos, a dupla acaba frustrando o evento e deixando os cientistas irritados. Na segunda esquete, os amigos acabam se enrolando com o leitor ótico, caixa eletrônico e sensor de metal de um banco. Na terceira esquete, eles voltam no tempo para mostrar como nossos antepassados se esforçaram para criar aquela que é uma das maiores invenções de todos os tempos: a roda. |    |                                               |                        |              |                               |           |
| 13 | 8  | "Jorginho e Pedrão Tentam Arranjar Namoradas" | 23 de maio de 2010     | Márcio Trigo | Chico Soares & Marcius Melhem | N/A       |
| Pedrão e Jorginho tentam arranjar namoradas. Uma das ideias é ir a uma cartomante. Após tentar ler as cartas e não ter sucesso, mãe Shiva os aconselha a fazer uma simpatia e os dois saem para comprar os ingredientes. Jorginho, com sua mania de economizar, coloca tudo pela metade e tem uma surpresa, diferente de Pedrão, que se dá bem com uma bela mulher. Persistentes, os amigos continuam a busca de outras maneiras. Convidadas: Josie Antello como Mãe Shiva e Wanda Grandi como "mulher"; |    |                                               |                        |              |                               |           |
| 14 | 9  | "De Boas Ações a Bolsa de Valores está Cheia" | 30 de maio de 2010     | Márcio Trigo | Chico Soares & Marcius Melhem | N/A       |
| Na primeira esquete, a dupla trabalha como enfermeiros voluntários em um hospital. O paciente é um homem grande e forte, apesar do apelido de Mimoso. Jorginho se assusta com seu tamanho e toma a iniciativa de tratá-lo como uma criança, para desarmá-lo, mas a ideia surte o efeito contrário ao desejado. Na segunda esquete, Pedrão e Jorginho decidem ajudar um morador de rua. Porém, o homem faz desfeita com a dupla de amigos. |    |                                               |                        |              |                               |           |
| 15 | 10 | "Se Essa Moda Pega..."                        | 6 de junho de 2010     | Márcio Trigo | Chico Soares & Marcius Melhem | N/A       |
| Ao chegar em casa, Pedrão curte o som que ouve em seu prédio e decide seguir a música. Ao encontrar a banda “Os Ervilhas”, ele se oferece a ser empresário de Fuik e sua banda. Mesmo sem receberem a resposta, os empresários já começam a palpitar: eles sugerem que os músicos misturem rock, sertanejo, axé e funk em uma música só. Na segunda esquete, Jorginho e Pedrão precisam mudar de roupa para entrar em uma boate em que as pessoas andam sempre na moda. Daiane, a recepcionista do local, alerta os dois sobre o figurino. Os dois vestem roupas coloridas e até com luzes, mas na hora de entrar, são barrados novamente, porque a moda muda constantemente. Convidados: Augusto Madeira como Fuik e Milena Toscano como Daiane; |    |                                               |                        |              |                               |           |
| 16 | 11 | "Copa do Mundo"                               | 20 de junho de 2010    | Márcio Trigo | Chico Soares & Marcius Melhem | N/A       |
| Na primeira esquete, Pedrão e Jorginho arrumam emprego como garçons em um restaurante, que recebe intensa movimentação de pessoas durante os jogos da Copa. O proprietário do restaurante avisa-os que, se os torcedores se exaltarem, a solução é tocar o hino das suas seleções. Os primeiros clientes são argentinos, que logo ao se exaltarem, se surpreendem quando Jorginho confunde o hino da Argentina com o do Uruguai. Na segunda esquete, os amigos apelam para diferentes tipos de superstições no dia do jogo, se vestindo exatamente como em 2002, ano em que a Seleção Brasileira se sagrou campeã. |    |                                               |                        |              |                               |           |
| 17 | 12 | "Vivendo e Aprendendo"                        | 4 de julho de 2010     | Márcio Trigo | Marcius Melhem                | N/A       |
| 18 | 13 | "Quem Não se Comunica, se Trumbica"           | 11 de julho de 2010    | Márcio Trigo | Marcius Melhem                | N/A       |
| 19 | 14 | "É Domingo"                                   | 18 de julho de 2010    | Márcio Trigo | Marcius Melhem                | N/A       |
| 20 | 15 | "É Isso Aí, Amizade"                          | 25 de julho de 2010    | Márcio Trigo | Marcius Melhem                | N/A       |
| 21 | 16 | "Queimando o Filme"                           | 1 de agosto de 2010    | Márcio Trigo | Marcius Melhem                | N/A       |
| 22 | 17 | "Pais e Amor"                                 | 8 de agosto de 2010    | Márcio Trigo | Marcius Melhem                | N/A       |
| 23 | 18 | "Juntando a Fome com a Vontade de Comer"      | 15 de agosto de 2010   | Márcio Trigo | Marcius Melhem                | 12        |
| 24 | 19 | "Caindo na Real"                              | 22 de agosto de 2010   | Márcio Trigo | Marcius Melhem                | N/A       |
| 25 | 20 | "Mentira Dessa"                               | 29 de agosto de 2010   | Márcio Trigo | Marcius Melhem                | N/A       |
| 26 | 21 | "Façam Suas Apostas!"                         | 5 de setembro de 2010  | Márcio Trigo | Marcius Melhem                | 11        |
| 27 | 22 | "Esportistas Armadores"                       | 12 de setembro de 2010 | Márcio Trigo | Marcius Melhem                | 11        |
| 28 | 23 | "É Como diz o Ditado"                         | 19 de setembro de 2010 | Márcio Trigo | Marcius Melhem                | 12        |
| 29 | 24 | "E o Tempo Levou"                             | 26 de setembro de 2010 | Márcio Trigo | Marcius Melhem                | N/A       |
| 30 | 25 | "Peque e Pague"                               | 3 de outubro de 2010   | Márcio Trigo | Marcius Melhem                | N/A       |
| 31 | 26 | "Pra Tudo tem um Jeitinho"                    | 10 de outubro de 2010  | Márcio Trigo | Marcius Melhem                | 12        |
| 32 | 27 | "A Primeira vez a Gente Nunca Esquece"        | 17 de outubro de 2010  | Márcio Trigo | Marcius Melhem                | 9         |
| 33 | 28 | "As Aparências Enganam"                       | 24 de outubro de 2010  | Márcio Trigo | Marcius Melhem                | 13        |
| 34 | 29 | "Correndo Contra o Tempo"                     | 31 de outubro de 2010  | Márcio Trigo | Marcius Melhem                | 11        |
| 35 | 30 | "Uma Dupla Pior que a Eencomenda"             | 7 de novembro de 2010  | Márcio Trigo | Marcius Melhem                | N/A       |
| 36 | 31 | "Viagem a Dois"                               | 14 de novembro de 2010 | Márcio Trigo | Marcius Melhem                | 12        |
| 37 | 32 | "Dando Conta do Recado"                       | 21 de novembro de 2010 | Márcio Trigo | Marcius Melhem                | 10        |
| 38 | 33 | "A Regra é Cara"                              | 28 de novembro de 2010 | Márcio Trigo | Marcius Melhem                | N/A       |
| 39 | 34 | "Magia Vai com as Outras"                     | 5 de dezembro de 2010  | Márcio Trigo | Marcius Melhem                | 13        |
| 40 | 35 | "Entrando Numa Fria"                          | 12 de dezembro de 2010 | Márcio Trigo | Marcius Melhem                | 12        |
| 41 | 36 | "A Viagem para Massachusetts"                 | 19 de dezembro de 2010 | Márcio Trigo | Marcius Melhem                | 10        |
| 42 | 37 | "Um Natal sem Lembranças"                     | 26 de dezembro de 2010 | Márcio Trigo | Chico Soares & Marcius Melhem | 14        |
| Pedrão e Jorginho celebraram o Natal. A dupla tenta entrar no espírito natalino de todas as maneiras. A primeira delas é ainda no preparo da ceia. A segunda é uma busca incessante por uma árvore de Natal. Porém, os dois acabam acordando no dia seguinte a comemoração com uma amnésia e então vão relembrando, numa espécie de flashbacks, o que aconteceu no dia anterior. |    |                                               |                        |              |                               |           |